# Iago Bouzón
Iago Bouzón Amoedo (ur. 16 czerwca 1983 roku w Redondeli) – hiszpański piłkarz, grający w Omonii Nikozja na pozycji środkowego obrońcy. Iago pochodzi z Galicji i tam też rozpoczął karierę w Celcie Vigo, w barwach której występował w latach 1999–2005, m.in. zaliczając debiut w Lidze Mistrzów. Grał też w Recreativo Huelva.